# Тандерболт (Джорджія)
Тандерболт (англ. Thunderbolt) — місто (англ. town) в США, в окрузі Четем штату Джорджія. Населення — 2556 осіб (2020).

## Географія
Тандерболт розташований за координатами 32°1′53″ пн. ш. 81°2′59″ зх. д. / 32.03139° пн. ш. 81.04972° зх. д. (32.031288, -81.049604).  За даними Бюро перепису населення США в 2010 році місто мало площу 3,63 км², з яких 3,11 км² — суходіл та 0,53 км² — водойми. В 2017 році площа становила 4,06 км², з яких 3,48 км² — суходіл та 0,59 км² — водойми.

## Демографія
Згідно з переписом 2010 року, у місті мешкало 2668 осіб у 1088 домогосподарствах у складі 565 родин. Густота населення становила 734 особи/км².  Було 1262 помешкання (347/км²).
Расовий склад населення:
| - 52,9 % — білих - 35,1 % — чорних або афроамериканців - 4,6 % — азіатів - 0,6 % — корінних американців - 0,1 % — вихідців з тихоокеанських островів - 4,2 % — осіб інших рас |

До двох чи більше рас належало 2,7 %. Частка іспаномовних становила 9,0 % від усіх жителів.
За віковим діапазоном населення розподілялося таким чином: 17,5 % — особи молодші 18 років, 63,9 % — особи у віці 18—64 років, 18,6 % — особи у віці 65 років та старші. Медіана віку мешканця становила 39,2 року. На 100 осіб жіночої статі у місті припадало 88,2 чоловіків;  на 100 жінок у віці від 18 років та старших — 85,7 чоловіків також старших 18 років.
Середній дохід на одне домашнє господарство  становив 66 727 доларів США (медіана — 50 962), а середній дохід на одну сім'ю — 62 951 долар (медіана — 52 197). Медіана доходів становила 38 519 доларів для чоловіків та 37 321 долар для жінок. За межею бідності перебувало 12,6 % осіб, у тому числі 19,9 % дітей у віці до 18 років та 12,7 % осіб у віці 65 років та старших.
Цивільне працевлаштоване населення становило 1352 особи. Основні галузі зайнятості: освіта, охорона здоров'я та соціальна допомога — 25,3 %, мистецтво, розваги та відпочинок — 11,9 %, будівництво — 10,9 %, роздрібна торгівля — 10,4 %.